# 斜羽蹄盖蕨
斜羽蹄盖蕨（学名：Athyrium adscendens），为蹄盖蕨科蹄盖蕨属下的一个植物种。